# بروس هولبرت
بروس هولبرت (بالإنجليزية: Bruce Holbert)‏ (4 أكتوبر 1959، إفراتا في الولايات المتحدة)؛ كاتب وروائي أمريكي.